# ويند ريفر
ويند ريفر (بالإنجليزية: Wind River)‏ هو فيلم إثارة أمريكي من تأليف وإخراج تايلور شيريدن في أول عمل إخراجي له. الفيلم من بطولة جيرمي رينر وإليزابيث أولسن وجون بيرنثال.
عرض لأول مرة في مهرجان صندانس السينمائي 2017. من المقرر إصداره يوم 4 أغسطس 2017.

## مقدمة
كوري لامبرت هو عميل لدى المؤسسة الأمريكية للأسماك والحياة البرية يكتشف جثة في البرية الوعرة لمحمية ويند ريفر. يرسل مكتب التحقيقات الفيدرالي العميلة المبتدئة جاين بانر للتحقيق في الجريمة، لكنها غير مستعدة للصعوبات التي يفرضها الطقس القاسي وعزلة الشتاء في وايومنغ. تستعين جاين بكروي كمتتبع أثر، فيدخل الأثنان في عالم دمره العنف.

## طاقم التمثيل
- جيرمي رينر بدور كوري لامبرت
- إليزابيث أولسن بدور جاين بانر
- جون بيرنثال بدور مات
- كيلسي شو بدور ناتالي هانسون
- جوليا جونز بدور ويلما لامبرت
- جيل برمنغهام بدور مارتن هانسون

## الاستقبال

### الإصدار
من المقرر إصداره يوم 4 أغسطس 2017 من قبل شركة وينشتاين
بعد أن حصلت على حقوق توزيع في يوم 13 مايو 2016 خلال مهرجان كان السينمائي.

### رأي النقاد
تلقى الفيلم مراجعات إيجابية من قبل النقاد. الفيلم حصل على تقييم 85% على موقع الطماطم الفاسدة، بناءً على 27 مراجعة، مع متوسط تقييم 7.5/10.

## روابط خارجية
- ويند ريفر على موقع IMDb (الإنجليزية)
- ويند ريفر على موقع ميتاكريتيك (الإنجليزية)
- ويند ريفر على موقع روتن توميتوز (الإنجليزية)
- ويند ريفر على موقع نتفليكس (الإنجليزية)
- ويند ريفر على موقع قاعدة بيانات الأفلام العربية
- ويند ريفر على موقع ألو سيني (الفرنسية)
- ويند ريفر على موقع Turner Classic Movies (الإنجليزية)
- ويند ريفر على موقع أول موفي (الإنجليزية)
- ويند ريفر على موقع بوكس أوفيس موجو (الإنجليزية)
- ويند ريفر على موقع فيلمافينيتي (الإسبانية)